# ТЭЦ Костшин
ТЭЦ Костшин – теплоэлектроцентраль в центральной части Польши, за двадцать километров на восток от Познани.
Расположенный в Костшине целлюлозно-бумажный комбинат, который на данный момент принадлежит шведской компании Arctic Paper, использует свою собственную теплоэлектроцентраль. По состоянию на начало 2000-х годов она имела пять угольных котлов — по одному типов OSR-32, OR-32, OKR-50, OKR40/50 и OR-50, введенных в эксплуатацию с 1950 по 1987 год. От них, в частности, питались две турбины — изготовленная в 1958 году шведской Stal Finspong типа DDM 55 мощностью 4,6 МВт (станционный номер TG-3) и поставленная в 1969 году венгерской Lang мощностью 12,1 МВт (номер TG-4).
В 2006 и 2009 годах в ходе модернизации запустили два турбоагрегата, состоящие из газовых турбин Mars 100 мощностью по 10,9 МВт и генераторов Leroy Somer. Отработанные ими газы поступают в два поставленные компанией Rentech котла-утилизатора. Вырабатываемая ими пара питает старую турбину № 4. Таким образом, на станции создали парогазовый блок комбинированного цикла.
Во время указанной модернизации турбину № 3 вывели из эксплуатации, но в 2009 году добавили паровую турбину № 5 мощностью 6,5 МВт, поставленную той же шведской Stal и соединенную с генератором вроцлавского завода Dolmel.
Старые паровые котлы в 2006 году заменили на два новых производства Rentech и Standard Kessel, которые работают на мазуте и природном газе и способны производить 65 и 33 тонны пара в час соответственно.
Тепловая мощность станции после модернизации составляет 169 МВт.